# Arratzu
Arratzu (spanisch Arrazua (de Vizcaya)) ist eine Gemeinde (Municipio) in der spanischen Provinz Bizkaia der Autonomen Gemeinschaft Baskenland in der Comarca Busturialdea (Duranguesado). Arratzu hat 414 Einwohner (Stand: 2024), die mehrheitlich baskischsprachig sind, und besteht aus den Ortschaften Barroeta, Barrutia, Elexalde, Gorozika, Loiola, Monte, Uarka, Zabala-Belendiz und Zubiate. Bis 1992 war die Gemeinde Teil von Gernika. 

## Lage
Arratzu liegt etwa 35 Kilometer ostnordöstlich von Bilbao in einer Höhe von ca. 40 m acht Kilometer südlich der Atlantikküste.  

## Einwohnerentwicklung
| 1993 | 2001 | 2011 | 2021 |
| ---- | ---- | ---- | ---- |
| 372  | 380  | 389  | 424  |

## Sehenswürdigkeiten

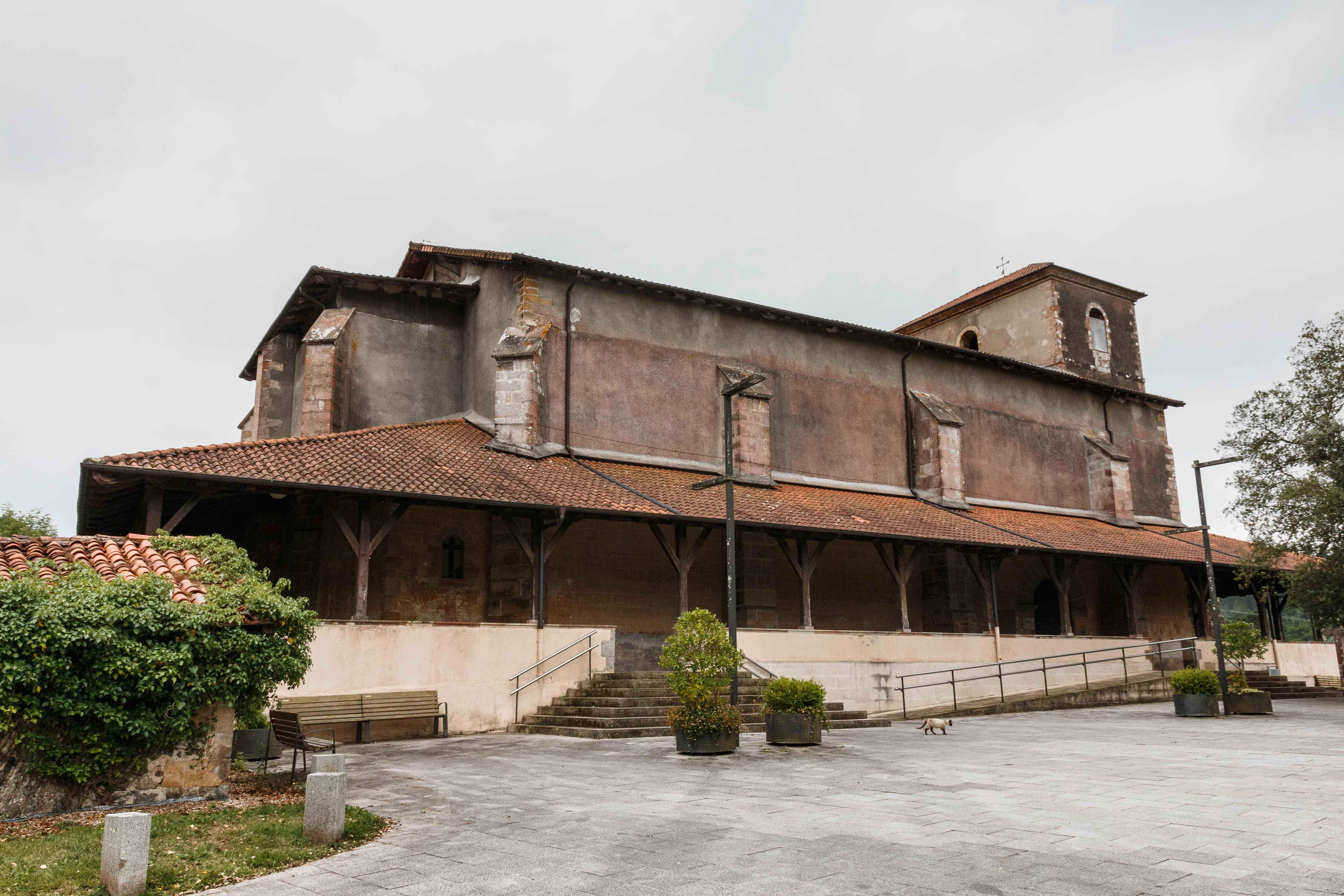
Thomaskirche

- Thomaskirche